# جاي ر. ريدموند
جاي ر. ريدموند (بالإنجليزية: J. R. Redmond)‏ هو لاعب كرة قدم أمريكية أمريكي، ولد في 28 سبتمبر 1977 في كارسون في الولايات المتحدة.

## وصلات خارجية
- جاي ر. ريدموند على موقع مرجع كرة القدم المحترفة.كوم (الإنجليزية)